# Associazioni Calcio Riunite Messina 2024-2025
Questa voce raccoglie le informazioni riguardanti l'Associazioni Calcio Riunite Messina nelle competizioni ufficiali della stagione 2024-2025.

## Stagione
Il Messina partecipa per la quarta stagione consecutiva al campionato di Serie C.

## Rosa
Rosa aggiornata al 19 marzo 2025. 
| N. |                     | Ruolo | Calciatore        |
| -- | ------------------- | ----- | ----------------- |
| 12 | Lituania (bandiera) | P     | Titas Krapikas    |
| 1  | Italia (bandiera)   | P     | Flavio Curtosi    |
| 22 | Italia (bandiera)   | P     | Gabriel Meli      |
| 3  | Italia (bandiera)   | D     | Gabriele Ingrosso |
| 5  | Senegal (bandiera)  | D     | Ndir Mame Ass     |
| 6  | Italia (bandiera)   | D     | Jacopo Gelli      |
| 7  | Italia (bandiera)   | D     | Damiano Lia       |
| 14 | Ghana (bandiera)    | D     | Bright Gyamfi     |
| 15 | Italia (bandiera)   | D     | Antonio Marino    |
| 20 | Albania (bandiera)  | D     | Kevin Haveri      |
| 27 | Italia (bandiera)   | D     | Bryan Mameli      |
| 40 | Italia (bandiera)   | D     | Raul Morichelli   |
| 44 | Moldavia (bandiera) | D     | Daniel Dumbrăvanu |
| 4  | Italia (bandiera)   | C     | Vincenzo Garofalo |

| N. |                          | Ruolo | Calciatore            |
| -- | ------------------------ | ----- | --------------------- |
| 16 | Italia (bandiera)        | C     | Davide Petrucci       |
| 23 | Italia (bandiera)        | C     | Marco Crimi           |
| 28 | Italia (bandiera)        | C     | Leonardo Pedicillo    |
| 30 | Curaçao (bandiera)       | C     | Jaron Vicario         |
| 31 | Italia (bandiera)        | C     | Domenico Anzelmo      |
| 37 | Liechtenstein (bandiera) | C     | Marcel Büchel         |
| 77 | Italia (bandiera)        | C     | Francesco Dell'Aquila |
| 9  | Italia (bandiera)        | A     | Carmine De Sena       |
| 10 | Italia (bandiera)        | A     | Blue Mamona           |
| 11 | Italia (bandiera)        | A     | Mattia Tordini        |
| 18 | Italia (bandiera)        | A     | Pierluca Luciani      |
| 24 | Italia (bandiera)        | A     | Marco Chiarella       |
| 90 | Italia (bandiera)        | A     | Rocco Costantino      |

## Statistiche

### Andamento in campionato
| Giornata  | 1  | 2  | 3  | 4  | 5  | 6  | 7  | 8  | 9  | 10 | 11 | 12 | 13 | 14 | 15 | 16 | 17 | 18 | 19 | 20 | 21 | 22 | 23 | 24 | 25 | 26 | 27 | 28 | 29 | 30 | 31 | 32 | 33 | 34 | 35 | 36 | 37 | 38 |
| --------- | -- | -- | -- | -- | -- | -- | -- | -- | -- | -- | -- | -- | -- | -- | -- | -- | -- | -- | -- | -- | -- | -- | -- | -- | -- | -- | -- | -- | -- | -- | -- | -- | -- | -- | -- | -- | -- | -- |
| Luogo     | C  | T  | C  | T  | C  | T  | T  | C  | T  | C  | T  | C  | T  | C  | T  | C  | C  | C  | T  | T  | C  | T  | C  | T  | C  | C  | T  | C  | T  | C  | T  | C  | T  | C  | T  | C  | T  | C  |
| Risultato | N  | P  | -  | P  | N  | N  | P  | N  | N  | N  | P  | P  | N  | V  | P  | P  | -  | P  | P  | P  | P  | -  | P  | N  | V  | N  | N  | P  | P  | P  | N  | P  | V  | V  | P  | -  | V  | V  |
| Posizione | 18 | 18 | 18 | 18 | 18 | 18 | 18 | 18 | 18 | 18 | 18 | 18 | 18 | 18 | 18 | 18 | 18 | 18 | 18 | 18 | 18 | 18 | 18 | 18 | 18 | 18 | 18 | 18 | 18 | 18 | 18 | 18 | 18 | 18 | 18 | 18 | 18 | 18 |

Legenda:

Luogo: C = Casa; T = Trasferta. Risultato: V = Vittoria; N = Pareggio; P = Sconfitta.